# Speedy (Schiff, 1894)
Die sechste HMS Speedy der Royal Navy war ein 1894 fertiggestelltes Torpedo-Kanonenboot. Die Speedy wurde bei Thornycroft nach einem Entwurf der Bauwerft parallel zu den zehn Booten der Alarm-Klasse bestellt. Das Boot erhielt eine abweichende Maschinenanlage mit drei Schornsteinen. Mit einer Verdrängung von 810 long tons war sie der bis dahin größte Neubau dieser Werft.
Wie etliche andere Boote der Klasse und des Typs wurde das Boot 1909 zum Minensuchboot umgerüstet. Speedy ging im Ersten Weltkrieg schon am 3. September 1914 verloren. Bei der Räumung einer vom deutschen Minenleger Nautilus vor dem Humber verlegten Minensperre erhielt das Boot einen Minentreffer und sank.

## Baugeschichte
Die Torpedokanonenboote der Alarm-Klasse wurden 1889 von Sir William White als verbesserte Ausführung der vorangehenden Sharpshooter-Klasse entworfen. Zehn Boote wurden 1889 nach diesem Amtsentwurf bestellt. Dazu wurde ein elftes Boot bei Thornycroft nach einem eigenen Entwurf der Werft bestellt, das den Namen Speedy erhielt. Das Boot hatte ebenfalls eine Länge von 242 ft (73,81 m) über alles, eine Breite von 27 ft (8,23 m) und verdrängte 810 tn. l. wie die Boote nach dem Admiralitätsentwurf. Auch hatten die beiden auf zwei Schrauben wirkende Dreifach-Expansionsmaschinen die gleiche nominelle Leistung von 3500 PSi. Der Dampf für die Maschinen wurde jedoch in vier Wasserrohrkessel der Bauwerft erzeugt. Diese erwiesen sich als wesentlich zuverlässiger wie leistungsfähiger als die Lokomotivkessel der nach dem Admiralitätsentwurf gebauten Boote.
Die als letztes Boot der Klasse erst am 4. Januar 1892 auf Kiel gelegte Speedy lief am 18. Mai 1893, drei Monate nach dem letzten Boot des Admiralitätsentwurfs, vom Stapel. Abgeliefert wurde das Boot am 20. Februar 1894 als siebtes Boot der Klasse. Die Speedy hatte keine Schwierigkeiten, die Vertragsgeschwindigkeit von bis zu 18,7 Knoten (kn) (34,6 km/h) zu erreichen und übertraf mit 20,5 kn Höchstgeschwindigkeit als einziges Boot der Klasse 20 kn. Wie die anderen Boote verfügte auch die Speedy über einen Kohlenvorrat von 100 bis 160 tn. l. und hatte eine Besatzung von 91 Mann. Bewaffnet war das Boot mit zwei 4,7-inch-(12-cm-)Schnellfeuerkanonen, vier 3-pounder-(47-mm-)Hotchkiss-Kanonen und einem Gardner-Maschinengewehr. Dazu verfügte sie über ein starres Torpedorohr im Bug und zwei schwenkbare Einzelrohre an den Bootsseiten.
Die Speedy war das sechste Schiff der Royal Navy, das diesen 1772 erstmals vergebenen Namen trug. Zuletzt hatte ein Kanonenboot der 16 Einheiten umfassenden Britomart-Klasse von 1860 bis 1889 diesen Namen geführt.

## Einsatzgeschichte

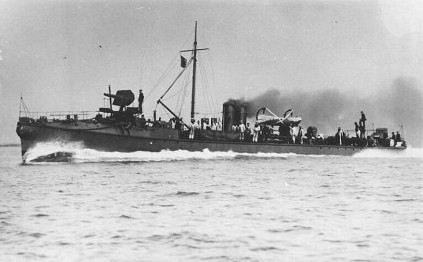
Die Havock in ihrer ursprünglichen Form

Wie ihre Schwesterschiffe kam das „torpedo gunboat“ gleichzeitig mit den ersten „torpedo boat destroyers“ in Dienst. Bei den Flottenmanövern 1894 wurde die gerade in Dienst gekommene Speedy gegen ersten „torpedo boat destroyer“ HMS Havock getestet. Die Havock von 1893 zeigte sich dem Torpedokanonenboot im Abfangen von Torpedobooten und im Einsatz gegeneinander stark überlegen. Die Havock erwies sich als schneller und besser geeignet, um die Schlachtflotte zu begleiten und gegen feindliche Torpedoboote zu schützen. Die bei Staatswerften im Bau befindlichen fünf Boote der Dryad-Klasse, die weiterhin die unzuverlässige Kesselanlage der Vorgänger-Klassen erhielt, blieben so die letzten Torpedo-Kanonenboote, während in der Folgezeit eine Vielzahl weiterer Torpedobootszerstörer der 27- bzw. 30-knotter-Klassen gebaut wurden.
Am 26. Juni 1897 nahm die Speedy an der Flottenparade auf dem Spithead zum 60-jährigen Thronjubiläum der britischen Königin Victoria teil. Im Januar 1900 verlegte das Boot zur Mediterranean Fleet, wo es das Torpedokanonenboot Harrier ablöste. Im Sommer 1905 erfolgte der erste Einsatz des Bootes im Fischereischutz. Im Juni 1906 kollidierte die Speedy mit einem Handelsschiff und erlitt erhebliche Schäden. Wieder instand gesetzt, diente sie von 1907 bis 1909 bei der Home Fleet. Anschließend erfolgte die Umrüstung zu einem Minensucher, wie er schon bei den noch im Flottendienst befindlichen fünf Booten der Sharpshooter-Klasse und bei fünf Booten der Alarm-Klasse erfolgt war. 1914 wurde das Boot am 4. März in Sheerness für den Fischereischutz in Dienst gestellt. Für diese Aufgabe waren auch die Torpedokanonenboote Halcyon, Seagull und Spanker abgestellt.
Nach Ausbruch des Weltkriegs bildete der Fischereischutzverband den Kern eines in Lowestoft stationierte Küstenschutzverbandes.

## Das Ende derSpeedy
Die Kaiserliche Marine hatte den Krieg gegen Großbritannien mit dem Einsatz des Hilfsminenlegers Königin Luise gegen die Themsemündung eröffnet. Zum Ende des Monats August entsandte sie zwei Verbände gegen die britische Ostküste, um den britischen Küstenverkehr und den Einsatz der britischen Flotte durch weitere offensive Minensperren zu behindern. Eingesetzt wurden die Minendampfer Albatross, gesichert durch den Kleinen Kreuzer Stuttgart und die 11. Torpedoboots-Halbflottille, gegen die Tyne-Mündung und Nautilus, gesichert durch den Kreuzer Mainz und die 3. Torpedoboots-Halbflottille gegen die Humber-Mündung, die dort am 25./26. August Minensperren ausbrachten. Beide Minenfelder wurden schon am 26. August erkannt, da auf beiden Minensperren Fischereifahrzeuge sanken.

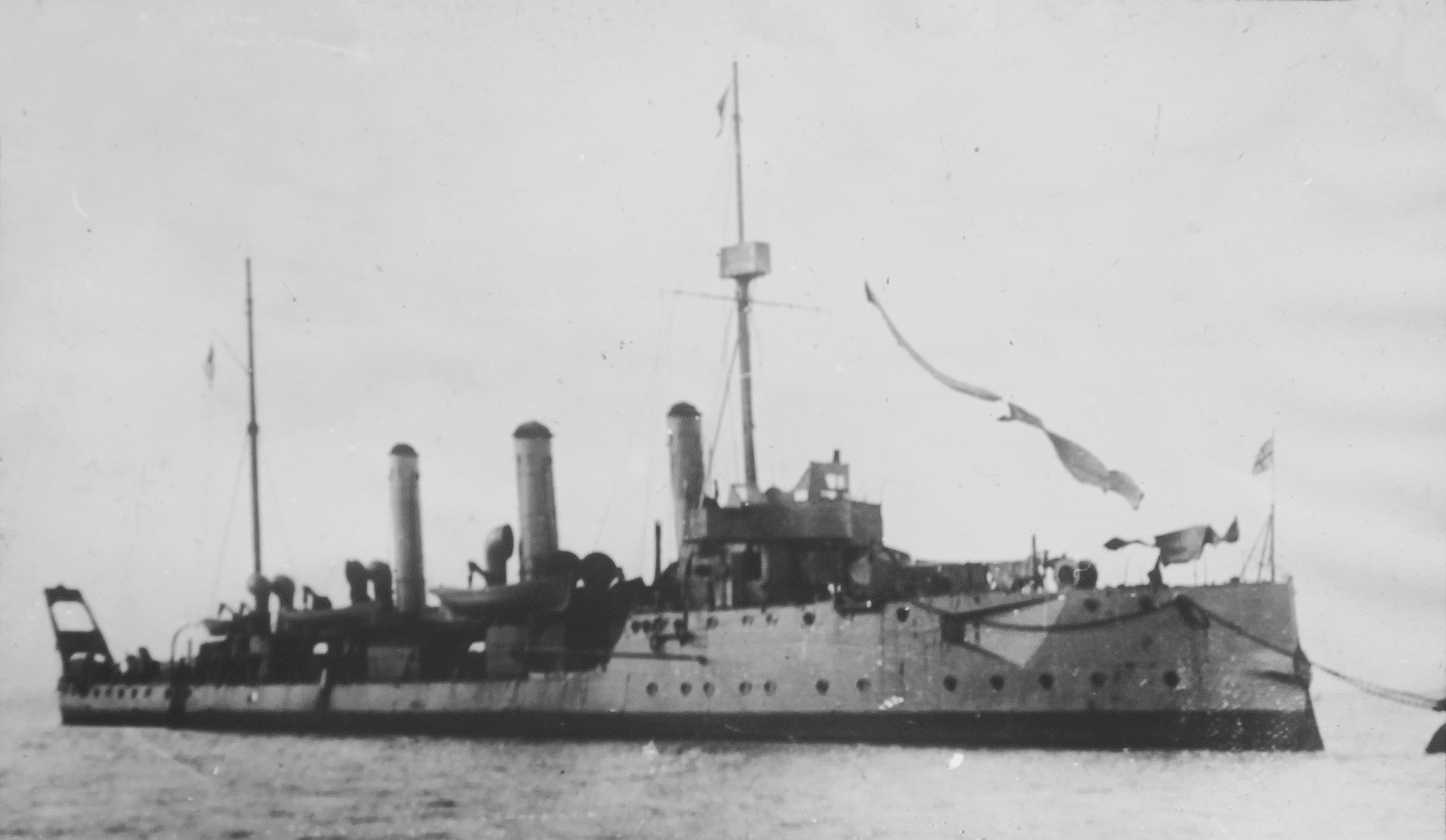
HMS Speedy als Minensucher

Die Speedy wurde von Lowestoft mit zehn angemieteten „Driftern“ (Fischereifahrzeugen) zur Humbermündung entsandt, um die von den Deutschen ausgebrachte Minensperre zu räumen. Am 2. September ging mit der Eyrie (LT1121, 84 BRT, Bj. 1911) der erste Drifter nach Minentreffer verloren (6 Tote). Am folgenden Tag löste der Drifter Lindsell (LT322, 88 BRT, Bj. 1914, 5 Tote) ebenfalls eine Mine aus und sank. Die Speedy setzte ihre Boote aus, um Schiffbrüchige zu retten, als eine weitere Mine explodierte. Die Explosion riss dem Kanonenboot das Heck mit Ruder und Schrauben ab. Die Speedy sank innerhalb einer Stunde auf 53° 34′ 0″ N, 0° 10′ 0″ O. Nur ein Mitglied ihrer Mannschaft konnte nicht gerettet werden. Der Minensucher Spanker der Sharpshooter-Klasse brachte alle Geretteten nach Grimsby.
Nach diesen und ähnlichen Verlusten beim Versuch der Räumung der Minen vor der Tynemündung entschied die Admiralität, die Räumung der deutschen Sperren nicht fortzusetzen und nur noch einen minenfreien Weg vor der Küste freizuhalten. Die relativ weit vor der Küste verlegten deutschen Minenfelder wurden in das System der defensiven britischen Minensperren mit einbezogen.

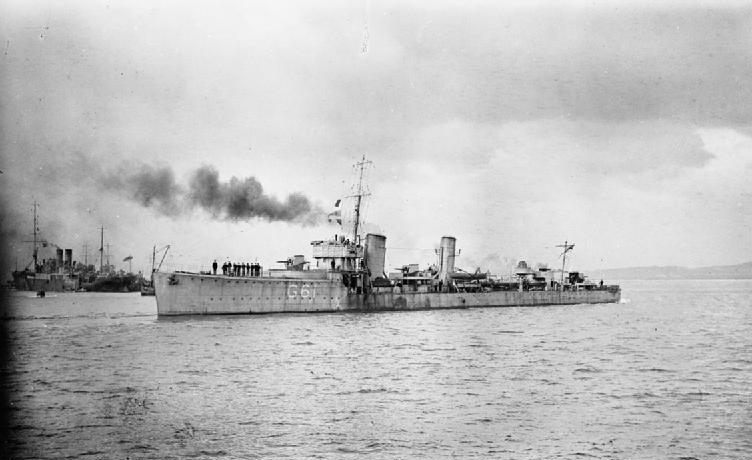
Der Zerstörer Tobago, ein Schwesterschiff der HMS Speedy (G36)

## Erneute Namensverwendungen
Die Royal Navy erhielt 1918, 1939 und 1980 weitere Einheiten, die den Namen Speedy führten:
- Am 1. Juni 1918 lief bei Thornycroft ein Zerstörer der S-Klasse vom Stapel, der den Namen HMS Speedy (G36) erhielt. Der noch vor Ende des Ersten Weltkriegs am 14. August 1918 fertiggestellte Zerstörer kam zur im Mittelmeer eingesetzten „6th Destroyer Flotilla“ und sank am 29. September 1922 nach einer Kollision mit einem zivilen Schlepper im Marmara-Meer.

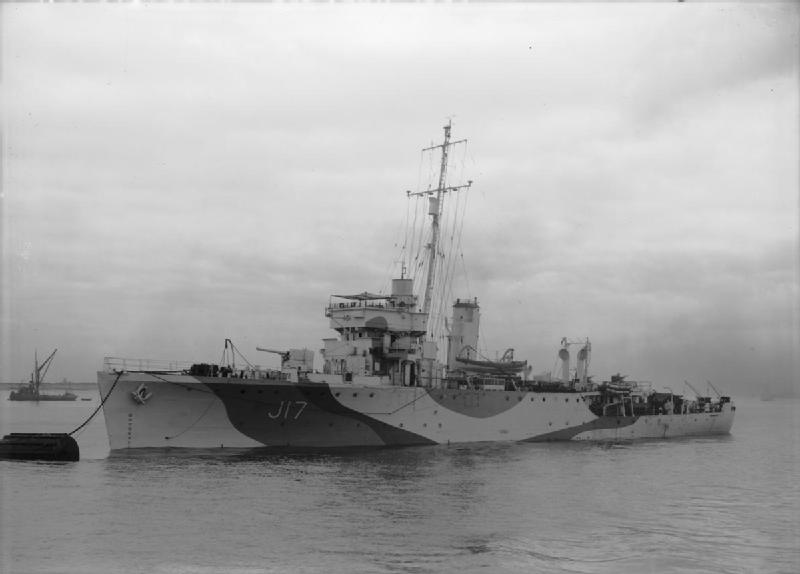
HMS Speedy (J17)

- Am 7. April 1939 kam erneut eine HMS Speedy in den Dienst der Royal Navy. Diese am 24. November 1938 bei William Hamilton & Co. in Port Glasgow vom Stapel gelaufene Minensucher-Sloop mit der Kennnummer J 17 der Halcyon-Klasse wurde nach intensiver Nutzung im Zweiten Weltkrieg 1946 verkauft und als Frachtschiff Speedon erst 1957 in Aden verschrottet.

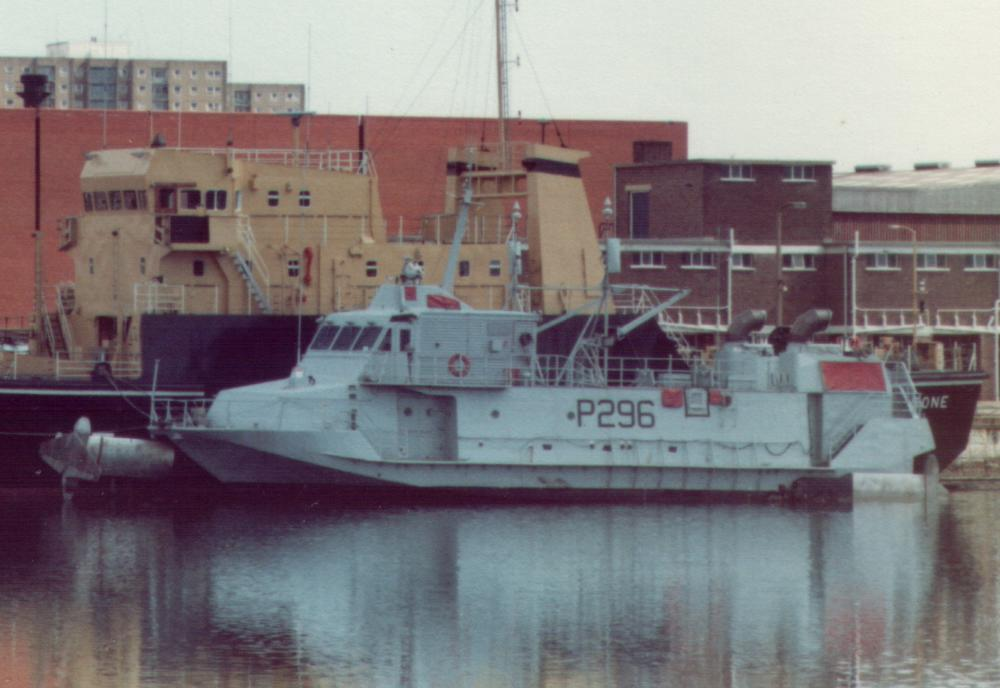
Speedy (P296)

- 1980 kam als neunte HMS Speedy ein Boeing-Tragflügelboot als Versuchsboot für die geplante Beschaffung der amerikanischen Pegasus-Klasse in den Dienst der Royal Navy. Nach Verzicht auf die Beschaffung weiterer Boote wurde sie 1986 nach Hongkong zur zivilen Nutzung verkauft.